# Viola
Viola (zastarale nebo zřídka bráč) je strunný smyčcový hudební nástroj se čtyřmi strunami laděnými v čistých kvintách: c, g, d¹, a¹. V orchestru a smyčcových souborech slouží jako střední altový hlas, přičemž vyšší hlasy hrají housle a nižší violoncella a kontrabasy, v lidové hudbě se používá coby harmonický nástroj a hrají se na ni dvojzvuky (u maďarských třístrunných viol s plochou kobylkou i trojzvuky).

## Charakteristika
Viola má velmi podobnou stavbu jako housle, je jen o málo větší a její stavba není tolik unifikovaná (jednotlivé violy se od sebe více liší). Její struny jsou laděné o kvintu níže než houslové. Zvuk violy je plný a poněkud temný a melancholický. Na nejvyšší struně a svým tónem částečně připomíná housle, chybí jí ale jejich světlost a brilantnost, zvukem tedy spíše připomíná hoboj. Naopak hrou na nejnižší struně c (zvláště ve forte) vydává viola divoký, téměř výhrůžný zvuk, čehož se často využívá například ve filmové hudbě nebo operách. Vlastnosti barvy tónu violy mají souvislost s její velikostí. Jelikož je laděna o kvintu níže než housle (čili poměr příslušných frekvencí violových a houslových strun je 2:3), aby měla stejný zvuk jako housle, musela by být o stejný poměr větší – při délce trupu houslí 36 cm by tedy musela mít trup o délce cca 54 cm. Protože je viola menší, než by z akustického hlediska měla být, vyšší harmonické frekvence jsou u ní utlumeny, což je důvodem pro jiné tónové charakteristiky, než mají housle.
Trup violy měří nejčastěji 40–42 cm, protože člověk průměrné velikosti by měl potíže hrát na větší nástroj (například jen s obtížemi by dosáhl na začátek hmatníku). Vyrábějí se i menší varianty viol, které ale mají nižší kvalitu zvuku. Violový smyčec je o něco těžší než houslový. Smyčcové techniky jsou v podstatě totožné s houslovými, ale pro rozezvučení strun je zapotřebí větší energie.
Viola je notována ve violovém klíči; zápis v houslovém klíči by měl za následek mnoho pomocných linek a tím i menší přehlednost. Houslový klíč se obvykle používá jen pro zápis těch pasáží, kde viola hraje delší dobu vysoké tóny.

## Speciální typy viol
- kvinton – pětistrunná viola s laděním C – G – D´– A´– E´´
- elektrická viola
- třístrunná maďarská viola s plochou kobylkou pro hraní trojzvuků

## Využití v hudbě

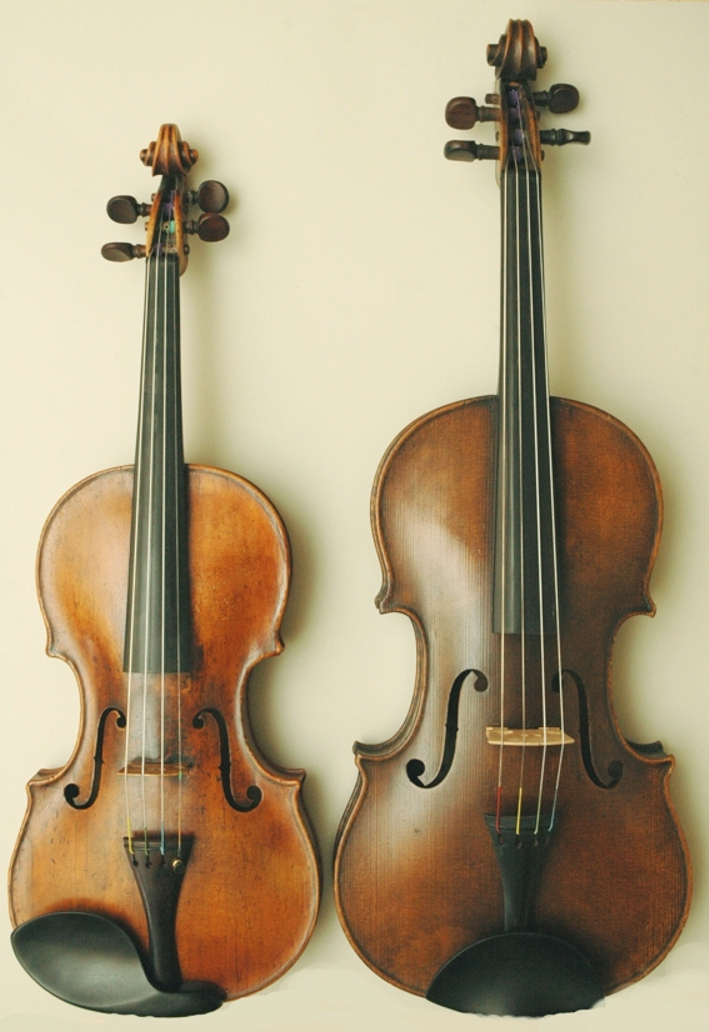
Viola (vpravo) je jen o málo větší než housle

### Sólová hra
K nejdůležitějším violovým koncertům patří:
- Johann Sebastian Bach: 6. Braniborský koncert B dur BWV 1051
- Georg Philipp Telemann: Violový koncert G dur
- Karel Stamic: Violový koncert č. 1 D dur
- Wolfgang Amadeus Mozart: Sinfonia concertante KV 364 (housle a viola)
- Niccolò Paganini: Sonata per La Gran' Viola ed Orchestra
- Hector Berlioz: Harold en Italie, Symphonie mit konzertanter Viola (1834)
- William Walton: Koncert pro violu a orchestr
- Paul Hindemith: Der Schwanendreher
- Paul Hindemith: Kammermusik Nr.5
- Béla Bartók: Koncert pro violu a orchestr
- Alfred Schnittke: Koncert pro violu a orchestr
- Toru Takemitsu: Koncert pro violu a orchestr
- Richard Strauss: „Don Quijote“, op. 35 (violoncello a viola)
- Carl Friedrich Zelter: Koncert pro violu a orchestr Es dur

### Komorní hudba
Viola je nedílnou součástí každého smyčcového kvartetu i kvintetu (spolu s houslemi a violoncellem, popř. také kontrabasem). Existují také skladby pro neobvyklejší obsazení, např.:
- Claude Debussy: Sonáta pro flétnu, violu a harfu
- Wolfgang Amadeus Mozart: Trio pro klarinet, violu a klavír
- Ludwig van Beethoven: Serenáda pro flétnu, housle a violu

### Orchestr
V symfonických orchestrech sedí nejčastěji 12 violistů. Viola má často v orchestru důležitou, ale pouze doplňující funkci – její part se omezuje na vyplňování harmonie mezi druhými houslemi a violoncellem. Přesto existuje několik výjimek, kdy skladatelé přidělili viole samostatnou melodii; nejvýznamnější pasáže pro violu se nacházejí v orchestrálních dílech Antona Brucknera (4. symfonie), Gustava Mahlera (Adagio v 10. symfonii) a v symfonické básni Richarda Strausse Don Quijote.